# Campos do Jordão Tennis Cup
La Campos do Jordão Tennis Cup, nota come Intelig Tennis Cup per motivi di sponsorizzazione, è stato un torneo professionistico maschile di tennis giocato su campi in cemento. Faceva parte delle ATP Challenger Series e si è giocata la sola edizione del 2001 a Campos do Jordão, in Brasile.

## Albo d'oro

### Singolare
| Anno | Campione      | Finalista        | Punteggio           |
| ---- | ------------- | ---------------- | ------------------- |
| 2001 | Ricardo Mello | Alexandre Simoni | 7–6(6), 4–6, 7–6(5) |

### Doppio
| Anno | Campioni                     | Finalisti                        | Punteggio           |
| ---- | ---------------------------- | -------------------------------- | ------------------- |
| 2001 | Alejandro Hernández André Sá | Ricardo Mello Ricardo Schlachter | 6(6)–7, 7–6(5), 7–5 |